# 프로젝트 949 안테이급 잠수함
프로젝트 949 안테이급 잠수함(러시아어: атомная Подводные лодки проекта 949А Антей)은 소련 해군이 미국 해군의 항모 전단에 대응하기 위해 만든 핵추진 순항미사일 잠수함으로 NATO에서는 오스카급 잠수함(Oscar class submarine)으로 분류한다.

## 개요
소련 해군은 미국과 충돌시 항공모함 전단에 맞서기 위해서 처음에는 똑같이 항공모함 전단을 건조하려고 했다. 하지만 항공모함 전단을 건조하고 유지하는데 드는 비용은 소련 해군에게는 너무 부담스러웠기 때문에 좀더 저렴하면서도 확실한 방안을 모색해 선택된 것이 안테이급 잠수함이다. 안테이급 잠수함은 미국 항모 전단에 홀로 맞서기 위해 건조된 만큼 가격은 비쌌지만 항공모함 전단을 건조하는 것보다는 저렴했기 때문에 다수 건조되어 배치되었다. 소련 해군은 안테이급의 후속함으로 수중배수량 25,000t, 길이 170m에 달하며 안테이급에 비해 정숙성이 크게 향상되고 최대 사거리 800km이며 초음속 램제트 엔진을 장착하여 최대 속도가 마하 4에 달하는 Volid 대함 미사일 24발을 수직발사기에 장착하는 Project 881 머큐리급 잠수함을 구상하였으며 기본적인 설계는 1989년 완성되었으나 냉전이 끝나면서 가격문제와 러시아 해군의 교리의 변경으로 취소되었으며 이 잠수함의 설계는 신형 전략원잠인 보레이급에 영향을 주었다.

## 성능
일반적인 러시아 해군의 잠수함처럼 안테이급 역시 내부 압력선체 및 외부 유체역학 선체로 이루어지는 복각선체를 특징으로 하며 그 사이에는 소음을 흡수하기 위해 8인치 두께의 고무로 싸여있다. 내부 선체와 외부 선체는 3.5m의 간격을 두고 떨어져 있으며 이 덕분에 막대한 예비부력을 확보함과 동시에 통상탄두 어뢰에 대한 생존성을 증가시킬 수 있었다. 이런 대형 잠수함들은 잠항 속도나 기동성이 떨어진다고 알려져 있지만, 안테이급의 잠항시 최고속도는 30노트에 이르며 따라서 충분히 그들의 목표를 꾸준히 추적할 수 있다. 개량형인 안테이II급은 더 조용한 추진 시스템을 위한 공간을 확보하기 위해 안테이I에 비해 10m가량 길어졌으며 업그레이드된 전자 시스템을 특징으로 한다. 안테이II는 크게 확대된 핀으로 구별되며 아마도 이는 수중 기동성을 증가시키기 위한 것일 것이다. 또한 안테이I의 4엽 프로펠러 대신 더 조용한 7엽 프로펠러를 장착했다. 안테이급은 좌우 각각 12개의 경사 발사기에 총 24발의 그라니트 순항 미사일을 탑재하고 있으며, 평소에는 수평에 가깝게 기울어진 상태로 보관되어 있다가 발사시 비스듬하게 들어올려져 사선으로 발사된다.

## 동형함
- K-525 아르항겔스크 - 2004년 해체
- K-206 무르만스크 - 2004년 해체
- K-148 크라스노다르 - 2012년부터 해체 준비 중
- K-119	보로네즈 - 2011년 오버홀 받은 후 현재 북방함대에서 운용 중
- K-410 스몰렌스크 - 2011년부터 오버홀
- K-266 오렐 - 2013년 오버홀 받은 후 현재 북방함대에서 운용 중
- K-141 쿠르스크 - 2000년 8월 12일 바렌츠해에서 사고로 침몰
- K-173 크라스노야르스크 - 해체
- K-132 이르쿠츠크 - 2008년부터 오버홀 받는 중
- K-442 첼랴빈스크 - 오버홀 준비 중
- K-456 트베르 - 현재 태평양함대에서 운용 중
- K-186 옴스크 - 2008년 오버홀 받은 후 현재 태평양함대에서 운용 중
- K-150 톰스크 - 현재 태평양함대에서 운용 중

## 갤러리

프로젝트 949
개량형 프로젝트 949A
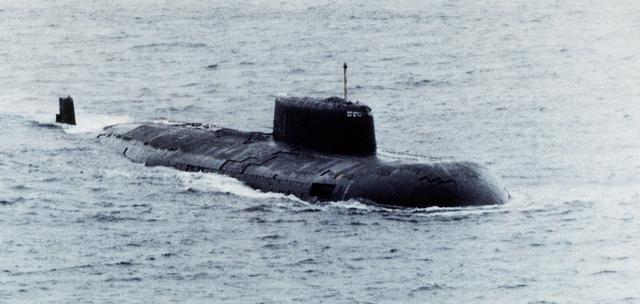
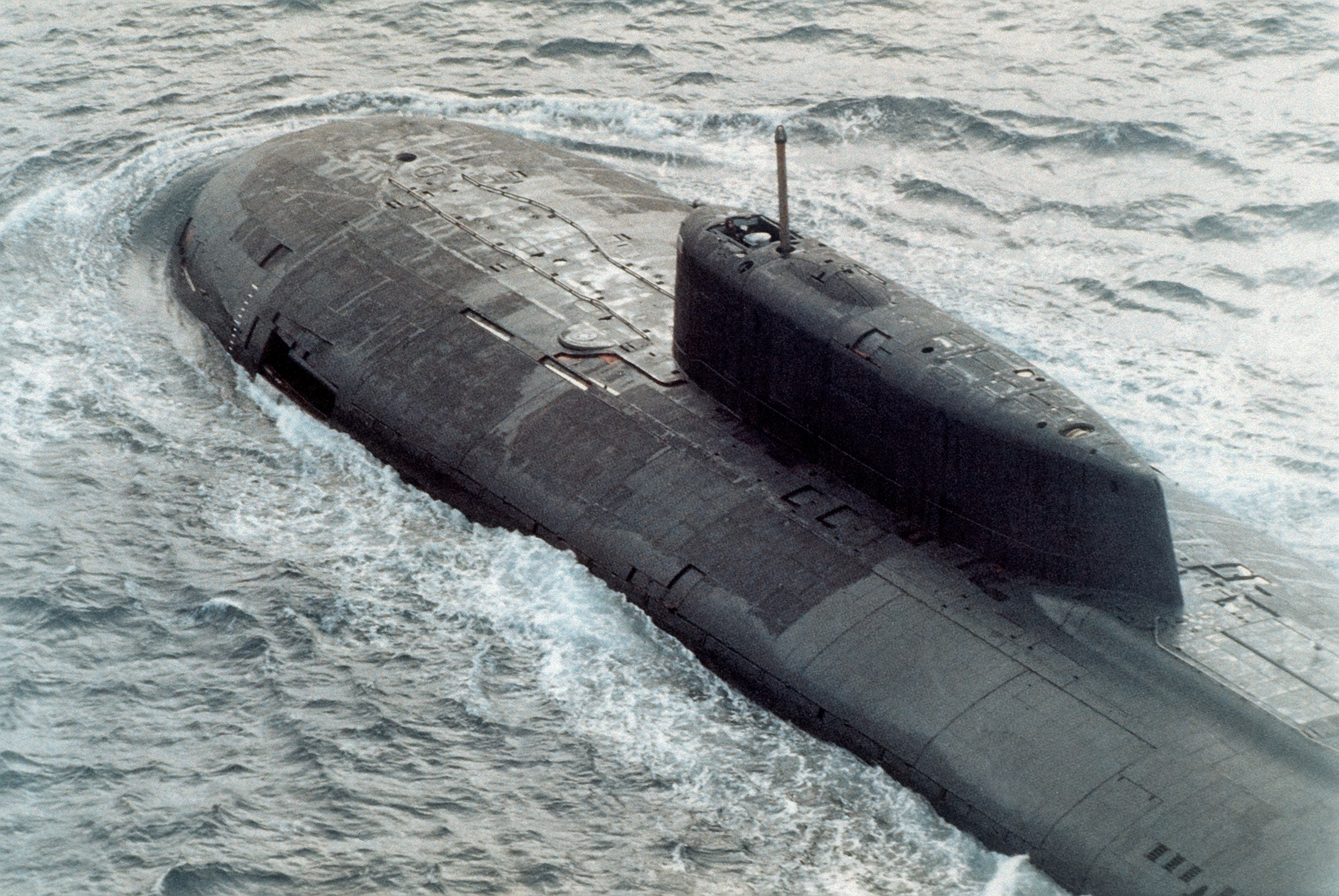